# Servio Cornelio Escipión Salvidieno Orfito (cónsul 149)
Servio Cornelio Escipión Lucio Salvidieno Orfito  (en latín: Servius Cornelius Scipio Lucius Salvidienus Orfitus) fue un  senador romano de rango patricio del siglo II, cuya carrera política se desarrolló bajo los imperios de Adriano, Antonino Pío, Lucio Vero y Marco Aurelio.

## Orígenes familiares
Miembro de la gens Cornelia, era hijo de Servio Cornelio Escipión Salvidieno Orfito, consul ordinarius en 110, bajo Trajano.

## Carrera política
En 149 alcanzó el rango de consul ordinarius  y en 163/164, bajo Marco Aurelio, fue procónsul de la provincia África, donde Apuleyo le dedicó una cita en sus Florida.

## Descendencia
Su hijo fue Servio Cornelio Escipión Salvidieno Orfito consul ordinarius en 178, bajo Marco Aurelio.